# 木村智美
木村 智美（きむら さとみ、1975年5月14日 - ）は、テレビ山口のアナウンサー。福岡県出身。通称および愛称「キムサト（さとみ姐さまの説もあり）」

## 経歴
1994年、福岡県立福岡高等学校を卒業後、一浪して早稲田大学第一文学部に入学。在学中は早稲田大学放送研究会に所属し、東京六大学野球の早慶戦では同研究会伝統のMCを務めた。大学卒業後の1999年にテレビ山口（TBS系）に入社。モットーは「素。」。同局の夕方の報道番組を早い時期から担当している。TBSの「さんまのSUPERからくりTV」で山口を取り上げた際にリポーターを務めた。

## 担当番組
- tysニュース
- mix - ニュースキャスター
- 大好き！やまぐち
- ゴゴスマ -GO GO!Smile!-（2017年9月4日 - ）- ネットワークリポーター